# 성폭력범죄의 처벌 및 피해자보호 등에 관한 법률
성폭력범죄의 처벌 및 피해자보호 등에 관한 법률은 1994년 1월 5일 법률 제4702호로 제정된 법률이다. 줄여서 성폭력특별법이라고 한다.
이 법은 2010년 4월 15일에 성폭력범죄의 처벌 및 그 절차에 관한 특례를 규정한 성폭력범죄의 처벌 등에 관한 특례법과 성폭력을 예방하고 성폭력피해자를 보호·지원함을 목적으로 하는 성폭력방지 및 피해자보호 등에 관한 법률이 각각 제정됨으로써 폐지되었다.

## 판례
- 99도354: 성폭력범죄의처벌및피해자보호등에관한법률 제5조제1항은 형법 제319조제1항의 죄를 범한 자가 강간의 죄를 범한 경우를 규정하고 있고, 성폭력범죄의처벌및피해자보호등에관한법률 제9조제1항은 같은 법 제5조제1항의 죄와 같은 법 제6조의 죄에 대한 결과적 가중범을 동일한 구성요건에 규정하고 있으므로, 피해자의 방안에 침입하여 식칼로 위협하여 반항을 억압한 다음 피해자를 강간하여 상해를 입히게 한 피고인의 행위는 그 전체가 포괄하여 같은 법 제9조 제1항의 죄를 구성할 뿐이지, 그 중 주거침입의 행위가 나머지 행위와 별도로 주거침입죄를 구성한다고는 볼 수 없다.
- 2010도9630: 특수강간범이 강간행위 종료 전에 특수강도의 행위를 한 이후에 그 자리에서 강간행위를 계속하는 때에도 특수강도가 부녀를 강간한 때에 해당하여 구 성폭력범죄의 처벌 및 피해자보호등에 관한 법률 제5조제2항에 정한 특수강도강간죄로 의율할 수 있다. 야간에 갑의 주거에 침입하여 드라이버를 들이대며 협박하여 갑의 반항을 억압한 상태에서 강간행위의 실행 도중 범행현장에 있던 을 소유의 핸드백을 가져간 피고인의 행위를 포괄하여 구 성폭력범죄의 처벌 및 피해자보호 등에 관한 법률(2010.4.15. 법률 제10258호 성폭력범죄의 피해자보호 등에 관한 법률로 개정되기 전의 것)위반(특수강도강간등)죄에 해당한다.
- 성폭력범죄의 처벌 등에 관한 특례법 제14조 제2항(카메라 등 이용촬영)에서 ‘반포’는 불특정 또는 다수인에게 무상으로 교부하는 것을 말하고, 계속적·반복적으로 전달하여 불특정 또는 다수인에게 반포하려는 의사를 가지고 있다면 특정한 1인 또는 소수의 사람에게 교부하는 것도 반포에 해당할 수 있다 한편‘반포’와 별도로 열거된 ‘제공’은 ‘반포’에 이르지 아니하는 무상 교부 행위를 말하며, ‘반포’할 의사 없이 특정한 1인 또는 소수의 사람에게 무상으로 교부하는 것은 ‘제공’에 해당한다.[1]
- 피고인이 피해자와 교제하면서 촬영한 성관계 동영상, 나체사진 등 촬영물을 피해자와 교제하던 다른 남성에게 피해자와 헤어지게 할 의도로 전송한 행위는 성폭력처벌법 제14조 제2항의 ‘반포’에 해당하지 않고 ‘제공’에 해당한다[2]

## 같이 보기
- 성폭력범죄의 처벌 등에 관한 특례법
- 조두순 사건

1. ↑  대판 2016.12.27, 2016도16676
2. ↑  대판 2016.12.27, 2016도16676